# Hugtto! PreCure
HUGtto! PreCure (ＨＵＧっと！プリキュア, Hagutto! Purikyua, lit. "Com um Abraço! Bela-Cura") ou chamado de HUG! Pretty Cure internacionalmente, é uma série de animação japonesa do gênero Mahō shōjo. O seriado também é a décima quinta temporada da franquia Pretty Cure.
Cada série possui temas que compõe a narrativa da história. Em HUGtto! Pretty Cure o tema da temporada é sobre profissões e futuro, contudo traz subtemas de casamento e parentalidade.
Criado pela Izumi Todo e produzido pelai Toei Animation. HUGtto! Precure comemora os 15º aniversário da franquia, apresentando tanto no fim da temporada quanto em seu filme as 13 gerações antecedentes.
O anime foi dirigido por Junichi Sato, que fez parte da direção de algumas temporadas de Sailor Moon dos anos 90, realizou o storyboard de Neo Genesis Evangelion, também de Cowboy Bebop. Akifumi Zako foi co-diretor em Fresh! Pretty Cure e escrito por Fumi Tsubota que já trabalhou no roteiro de Waccha Primagi, Rent-a-Girlfriend, também Pretty Magic Aurora Dream. O designer de personagem é o Toshie Kawamura, que trabalhou em temporada anteriores como Yes! Pretty Cure 5 e Smile Pretty Cure!.
Sua primeira exibição foi em 4 de fevereiro de 2018, substituindo KiraKira☆Pretty Cure A La Mode da progamação televisiva da ANN (All-Nippon News Network). Seu último episódio foi em 27 de Janeiro de 2019. A série que sucede HUGtto Pretty Cure! é Star☆Twinkle Pretty Cure.

## História
Hana Nono, é uma jovem de treze anos, que esta iniciando o ensino fundamental em uma nova escola, na cidade de Hagukumi, e sonha em ser vista como uma mulher madura e elegante, aquela que ajude as pessoas de qualquer situação, mas devido a sua personalidade atrapalhada e infantil sempre falha, mas não é de desiste com facilidade. Até que numa noite, enquanto olhava o céu, ela encontra caindo do céu um estranho bebê chamada Hugtan e uma fada parecida com aparência de hamster chamado Harry Ham. Na manhã seguinte, Hana descobre que ambos estão sendo perseguidos pela Corporação Crias, um conglomerado que veio do futuro com objetivo de pegar o Cristal Mirai da Hugtan e paralisar o presente para sempre. O desejo de Hana de proteger a Hugtan, faz com que ganhe seu próprio Cristal Mirai usando o PreHeart, se transformando na Pretty Cure da Alegria, Cure Yell.  Junto de suas amigas Saaya Yakushiji, Homare Kagayaki, Emiru Aisaki e a androide Ruru Amour, elas formam as Hugtto Pretty Cure na esperança de proteger o futuro de todo mundo.

## Recepção
O episódio 19 foi bem elogiado pelos fãs, por mostrar uma mensagem positiva a respeito de que as crianças podem ser quem elas quiserem ser, não importando com seu gênero e sobre estereótipos de gênero de anime. O filme crossover All Stars Memories superou os recordes de bilheteria japonês no seu primeiro lançamento nos cinemas. Ganhando mais de 9,18 milhões de dólares no total de vendas de ingressos, e atualmente entrou no  Guinness World Record por "Mais guerreiros mágicos em um filme baseado em um anime", por apresentar todas as 55 Cures.

## Personagens

### Personagens Principais
Hana Nono (野乃 はな, Nono Hana) / Cure Yell (キュアエール, Kyua Ēru)
Voz de: Rie Hikisaka
Uma aluna transferida, que almeja dar tudo de si mas frequentemente comete muitos enganos. Ela espera ser vista como uma mulher madura, mas sua natureza energética as vezes sai errado. Em sua forma Cure usa uma roupa de líder de torcida e é conhecida como a Pretty Cure da Alegria.
Saaya Yakushiji (薬師寺 さあや, Yakushiji Saaya) / Cure Ange (キュアアンジュ, Kyua Anju)
Voz de: Rina Honnizumi
É a representante de turma da sala da Hana, é conhecida por ser responsável e esperta. Sua mãe é uma atriz famosa, e Saaya entra em conflito consigo mesma, se deve seguir os passos da mãe ou não. Em sua forma Cure ela usa uma roupa de enfermeira e anjo azul e é conhecida como a Pretty Cure da Sabedoria.
Homare Kagayaki (輝木 ほまれ, Kagayaki Homare) / Cure Etoile (キュアエトワール, Kyua Etowāru)
Voz de: Yui Ogura
Uma bela menina da turma da Hana, que era uma talentosa patinadora, mas desistiu após falhar em completar um salto e se machucar. Embora tenha se curado, Homare ficou com muito medo de tentar pular novamente. Ela possui uma personalidade madura mas derrete quando vê coisas fofas, como por exemplo a Hugtan. Em sua forma Cure ela usa uma roupa de atendente aérea amarelo. Ela é conhecida como a Pretty Cure da Força.
Emiru Aisaki (愛崎 えみる, Aisaki Emiru) / Cure Macherie (キュアマシェリ, Kyua Masheri)
Voz de: Nao Tamura
Uma menina problemática mais de bom coração que tem talento para a música, e inicialmente não suportava a Hana devido a sua personalidade. Ela adora tanto as Cures que já usou uma fantasia delas uma vez, para tentar salvar as pessoas. No fim acaba descobrindo a identidades delas e insiste em se torna uma, até que consegue com a ajuda de Ruru que juntas conseguem realizar seus valores quando conseguem dividir o último PreHeart, permitindo que ambas se transformem nas Cure Macherie e Cure Amour. O Cure da Emiru usa uma roupa Lolita com as cores vermelha e magenta, é conhecida como a Pretty Cure do Amor e da Canção.
Ruru Amour (ルールー・アムール, Rūrū Amūru) / Cure Amour (キュアアムール, Kyua Amūru)
Voz de: Yukari Tamura
Também conhecida como RUR-9500, é uma androide quieta e reservada, construída pelo Dr Traum, foi criada para se parecer com sua filha que sumiu misteriosamente. Ela trabalhava na filial da Corporação Crias, que a enviou para a casa da Hana para que pudesse espiona-la tanto ela quanto suas amigas. Mas acaba se arrependendo e reconcilia com as Pretty Cures, mais tarde se torna a melhor amiga da Emiru dividindo com a paixão pela música e de se tornar uma Pretty Cure. Com o PreHeart dividido graças a Emiru, ela se transforma na Cure Amour. Sua uma roupa Lolita  com as cores violeta e roxa e é conhecida como a Pretty Cure do Amor e da dança.
Hagumi, Hugtan (はぐたん, Hagu-tan) / Cure Tomorrow (キュアトゥモロー, Kyua Tumorō)
Voz de: Konomi Tada
Um bebê misterioso que possui o Cristal Mirai,  tem o poder de purificar os inimigos mas gasta muito energia deixando-a exausta e de abrir portais para outros lugares ou trazer outras pessoas (como as Pretty Cures originais). É revelado mais tarde ser a Pretty Cure do Amanhã, mas teve que usar todo o seu poder para fugir da Corporação Crias, enquanto cresce lentamente, Hugtan precisa dos oitos Cristais Mirais para se recuperar completamente.
Harriham Harry (ハリハム・ハリー, Harihamu Harī)
Voz de: Junko Noda (fairy form) and Jun Fukushima (human form)
Uma fada com aparência de hamster, é a babá da Hugtan e mentor das Pretty Cure. Ele fala com dialeto de Kansai e pode se transformar em um auto-proclamado belo rapaz. Ele abre uma loja chamado "Beauty Harry" (ビューティーハリー, Byūtī Harī) que serve como uma base secreta para o grupo.
Corporação Crias
A  Crias Corporation (クライアス社, Kuraiasu Sha, Crias Co., Ltd.) são os principais antagonistas do anime que originalmente vieram do futuro, a principal meta deles é de obter os Cristais Mirais para que seu chefe possa usa-los para congelar o tempo. O nome  "Crias" (クライアス, Kuraiasu) vem de Kurai Asu (暗い明日) que pode ser traduzido como "Manhâ Sombria". os funcionários da Corporação Crias da filial de Azababu Azababu Branch Office (あざばぶ支社, Azababu Shisha) tem o poder de atrair as energias negativas das pessoas, usando uma técnica chamada Onda negativa, permitindo que criem um monstro chamado Oshimaidas (オシマイダー, Oshimaidā) que podem se transformar em Mou-Oshimaida (猛オシマイダー, Mōoshimaidā, Fierce Oshimaidā).
George Kurai (ジョージ・クライ, Jōji Kurai)
Voz de: Junpei Morita 
O presidente da Corporação Crias e o principal antagonista da série, um demônio perverso que quer que os cristais Mirai levem o futuro da Terra, congelando o tempo todo em um momento de eterna alegria, alegando que as pessoas de seu tempo estão sendo consumidas pelo escuridão em seus corações. Kurai assume a forma humana para investigar as Pretty Cures no presente antes de se revelar. Embora pareça bondoso e sofisticado, Kurai é na verdade uma figura ilusória e manipuladora, disposta a atingir seus objetivos a qualquer custo.
Listle (リストル, Risutoru)
Voz de: Shin'ichirō Miki 
O secretário da Corporação Crias, ele é uma fada parecida com um esquilo que assume a forma de um homem rigoroso vestindo roupas azuis e uma capa cinza escura.
Daigan (ダイガン)
Voz de: Masanori Machida 
Um homem de cabelos lisos e cabeça de vidro, chefe da filial da Crias Corporation em Azababu.
Papple (パップル, Pappuru)
Voz de: Sayaka Ōhara 
A chefa de seção bonito e charmoso da filial da Crias Corporation em Azababu, ela veste uma jaqueta peluda e sempre segura um leque.
Charaleet (チャラリート, Chararīto)
Voz de: Fukushi Ochiai 
Chefe de gabinete da filial da Crias Corporation em Azababu, ele é um jovem perspicaz que veste uma camisa sem mangas.
Gelos (ジェロス, Jerosu)
Voz de: Yūko Kaida 
A executiva que foi promovida a gerente geral da filial da Crias Corporation em Azababu, uma mulher encantadora de vestido vermelho e preto com casaco amarelo que às vezes fala inglês.
Dr. Traum (ドクター・トラウム, Dokutā Toraumu)
Voz de: Takaya Hashi 
Conselheiro e inventor da filial da Crias Corporation em Azababu, um homem idoso que na verdade é o criador de Ruru Amour, como ele pretendia que ela substituísse a filha que desapareceu por destino desconhecido.
Bishin (ビシン)
Voz de: Satomi Arai 
É a uma fada semelhante a um hamster, é especialista em clientes da filial da Crias Corporation em Azababu, ele assumi a forma de um garoto feroz que foi levado a trabalhar para a Crias Corporation sob falsos pretextos e preso dentro da empresa devido a seus perigosos poderes.
Jinjin (ジンジン) and Takumi (タクミ)
Voz de: Yoshio Kojima and Louis Yamada LIII 
Os fiéis guarda-costas pessoais de Gelos.

### Apenas personagens do filme
Clover (クローバー, Kurōbā)
Voz de: Kenshō Ono 
Um garoto misterioso que conheceu Hana quando ela era jovem, influenciado por Usobakka a odiar a garota depois que ela não cumpriu sua promessa a ele. Enquanto Hana conseguiu convencer Clover a voltar com ela, ele finalmente se sacrificou para permitir que as outras Curas transformassem e derrotassem Usobakka com o espírito de Clover fazendo as pazes com o demônio antes de desaparecer.
Usobākka (ウソバーッカ) / Dark Onibi (闇の鬼火, Yami no Onibi)
Voz de: Kazuki Kitamura 
O principal antagonista do PreCure Super Stars!, ele é um demônio fraudulento e manipulador que influenciou Clover a odiar Hana por não cumprir sua promessa ao garoto. Ele selou todas as curas, exceto Hana, Ichika e Mirai, em seu corpo para ser petrificado. Enquanto Hana convence Clover a encontrar uma maneira de escapar, Ichika e Mirai afastam Usobakka antes que eles e o resto da equipe escapem do corpo dele. Os Cures provaram demais para ele e com o poder de Clover e Miracle Lights, eles usam a Formação Clover para derrotá-lo com o fantasma de Clover fazendo as pazes com ele.
Miden (ミデン, Miden)
Voz de: Mamoru Miyano 
O principal antagonista do filme.

## Vozes
| Personagens                   | Voz Original   |
| ----------------------------- | -------------- |
| Hana Nono / Cure Yell         | Rie Hikisaka   |
| Saaya Yakushiji / Cure Ange   | Rina Hon'izumi |
| Homare Kagyaki / Cure Étoile  | Yui Ogura      |
| Emiru Asaki / Cure Ma'Cherrie | Nao Tamura     |
| Ruru Amour / Cure Amour       | Yukari Tamura  |

## Filme
As personagens apareceram ao lado das outras Pretty Cure das duas temporadas anteriores, que são Kirakira PreCure a la Mode e Maho Girls PreCure! no filme crossover, Pretty Cure Super Stars!, que foi lançado no Japão em 17 de março de 2018.
No dia 27 de outubro, foi lançado mais um filme em comemoração aos 15 anos da franquia, onde todas as 55 Pretty Cures se reúnem novamente para lutar contra uma entidade maligna que rouba as memórias, o filme se chama  Hugtto! Pretty Cure ♡ Futari wa Pretty Cure: All Stars Memories

## Álbuns de Música

### 1. We can!! HUGtto! Pretty Cure / HUGtto! Future✩Dreamer Single
Lançado em 7 de Março de 2018. É o primeiro Single da série, apresentando as músicas de abertura e encerramento da temporada e versões sem créditos dos clipes de abertura e encerramento.
Lista de Músicas:
1. We can!! HUGtto! Pretty Cure (We can！！HUGっと！プリキュア) - Música de Abertura
2. HUGtto! Future✩Dreamer (HUGっと！未来☆ドリーマー) - Música de Encerramento
3. We can!! HUGtto! Pretty Cure (Original・Karaoke) (We can！！HUGっと！プリキュア（オリジナル・カラオケ）) - Música de Abertura em Instrumental e Karaokê.
4. HUGtto! Future✩Dreamer (Original・Karaoke) (HUGっと！未来☆ドリーマー（オリジナル・カラオケ）) - Música de Encerramento em Instrumental e Karaokê.

### 2. HUGtto! Pretty Cure Original Soundtrack 1: Pretty Cure♡Sound♡For♡You!!
HUGtto! Pretty Cure Original Soundtrack 1: Pretty Cure♡Sound♡For♡You!! (HUGっと!プリキュア オリジナル・サウンドトラック1 プリキュア・サウンド・フォー・ユー！!) é o álbum da trilha sonora da temporada. Lançado em 25 de Abril de 2018, possui músicas de abertura, encerramento e música ambiente dos episódios.

### 3. HUGtto! Pretty Cure Character Single
HUGtto! Pretty Cure Character Single (ＨＵＧっと！プリキュアキャラクターソング) é o álbum de músicas cantada pelas vozes da Cure Yell, Cure Ange e Cure Étoile. Foi lançado em 23 de Maio de 2018.
Lista de Música:
1. Hooray Hooray! I'm・A・Cheerleader!! (フレフレ！アイム・ア・チアリーダー!!) - Música da Cure Yell.
2. Wings of an Image (イマージュの翼) - Música da Cure Ange.
3. Once Again, To The Sky Ahead (もう一度、あの空の先へ) - Música da Cure Étoile.
4. Hooray Hooray! I'm・A・Cheerleader!! (Original・Karaoke) (フレフレ！アイム・ア・チアリーダー!!（オリジナル・カラオケ）) -  Instrumental e Karaokê.
5. Wings of an Image (Original・Karaoke) (イマージュの翼（オリジナル・カラオケ）) -  Instrumental e Karaokê.
6. Once Again, To The Sky Ahead (Original・Karaoke) (もう一度、あの空の先へ（オリジナル・カラオケ）) -  Instrumental e Karaokê.

### 4. HUGtto! Álbum Vocal Pretty Cure ~Powerful♥Yell~
HUGtto! Pretty Cure Vocal Album ~Powerful♥Yell~ (「HUGっと！プリキュア」ボーカルアルバム 【パワフル♥エール】) é o primeiro Vocal Album da série, lançado em 4 de Junho de 2018.
Lista de Músicas:
1. We can!! HUGtto! Pretty Cure (Long・Intro・Version) (We can!! ＨＵＧっと！プリキュア（ロング・イントロ・バージョン）)
2. A Miracle Called Friendship (トモダチという奇跡)
3. Big Love∞Infinite POWER (大好き∞無限POWER)
4. The Magic Of Holding One Tight (ハグはぎゅマジック)
5. Shocking Impression☆Here's Harry! (おどろきカンゲキ☆ドンとハリー！)
6. Go! Go! Girls Blooming In GO Minutes (Go! Go! GO分咲き女の子)
7. Friends With You (キミとともだち)
8. It'll Always Be Here (ZUTTO 在る ココに)
9. HUGtto! Future✩Dreamer (5 PRECURE Ver.) (ＨＵＧっと！未来☆ドリーマー（5 PRECURE Ver.）)

### 5. HUGtto! YELL FOR YOU Single
HUGtto! YELL FOR YOU Single (ＨＵＧっとYELL FOR YOU), lançado em 22 de agosto de 2018, é o Single do segundo encerramento da série e também contém uma música da Emiru Aisaki e Ruru Amour. Possui a venda de um conjunto com um CD e somente o DVD.
Lista de Música (DVD):
1. HUGtto! YELL FOR YOU (ＨＵＧっと！YELL FOR YOU)
2. LOVE & LOVE (LOVE & LOVE)
3. HUGtto! YELL FOR YOU (Original・Melody・Karaoke) (ＨＵＧっと！YELL FOR YOU（オリジナル・メロディー入り・カラオケ）)
4. LOVE & LOVE (Original・Melody・Karaoke) (LOVE & LOVE（オリジナル・メロディー入り・カラオケ）)

Lista de Música (CD):
1. Opening・Non Telop Movie "We can!! HUGtto! Pretty Cure" (オープニング・ノンテロップ映像「We can！！HUGっと！プリキュア」)
2. Ending・Non Telop Movie "HUGtto! YELL FOR YOU" (エンディング・ノンテロップ映像「ＨＵＧっと！YELL FOR YOU」)

### 6. HUGtto! Pretty Cure Original Soundtrack 2: Pretty Cure・Cheerful・Sound!!
HUGtto! Pretty Cure Original Soundtrack 2: Pretty Cure・Cheerful・Sound!! (HUGっと! プリキュア オリジナル・サウンドトラック2 プリキュア・チアフル・サウンド!!) é o segundo álbum da trilha sonora da série, lançado em 26 de dezembro de 2018.

### 7. HUGtto! Pretty Cure Best Album: Cheerful Songs Best
HUGtto! Pretty Cure Best Album: Cheerful Songs Best (ＨＵＧっと！プリキュア ベストアルバム「Cheerful Songs Best」) é o último Vocal Album e álbum da temporada, lançado em 16 de Janeiro de 2019.
Lista de Músicas:
1. We can!! HUGtto! Pretty Cure (Long Intro ver.) (We can ＨＵＧっと！プリキュア (Long Intro ver.))
2. Hooray Hooray! I'm・A・Cheerleader!! (フレフレ！アイム・ア・チアリーダー！)
3. Rewind Memory (Kanako Miyamoto Ver.) (リワインドメモリー（Kanako Miyamoto Ver.）)
4. Wings of an Image (イマージュの翼)
5. Big Love∞Infinite POWER (大好き∞無限POWER)
6. Once Again, To The Sky Ahead (もう一度、あの空の先へ)
7. LOVE & LOVE (LOVE&LOVE)
8. HUGtto! Future✩Dreamer (5 PRECURE Ver.) (ＨＵＧっと！未来☆ドリーマー（5 PRECURE Ver.）)
9. HUGtto! YELL FOR YOU (ＨＵＧっと！YELL FOR YOU)
10. Friends With You (One For All, All For One Ver.) (キミとともだち（One For All, All For One Ver.）)
11. DANZEN! Futari wa Pretty Cure ~The One and Only Lights~ (DANZEN！ふたりはプリキュア～唯一無二の光たち～)
12. Rewind Memory (Mayumi Gojo Ver.) (リワインドメモリー（Mayumi Gojo Ver.）)